# Ladislav Lubina
Ladislav Lubina (* 11. Februar 1967 in Dvůr Králové nad Labem, Tschechoslowakei; † 14. September 2021) war ein tschechischer Eishockeyspieler und -trainer.

## Karriere
Ladislav Lubina begann seine Karriere als Eishockeyspieler in der Nachwuchsabteilung von TJ Tesla Pardubice, für dessen Seniorenmannschaft er von 1984 bis 1986 in der 1. Liga, der höchsten tschechoslowakischen Spielklasse, aktiv war. Von 1986 bis 1988 musste er seinen Militärdienst ableisten und spielte in diesem Zeitraum für den Armeesportklub ASD Dukla Jihlava. Zur Saison 1988/89 kehrte der Flügelspieler nach Pardubice zurück und gewann mit seiner Mannschaft auf Anhieb den tschechoslowakischen Meistertitel. Nachdem er weitere zwei Jahre bei Tesla Pardubice verbracht hatte, schloss er sich zur Saison 1991/92 Hockey-Reipas aus der finnischen SM-liiga an. Für die Mannschaft aus Lahti bestritt er jedoch nur zwei Meisterschaftsspiele, ehe er zwei Jahre lang für den ESV Kaufbeuren in der Eishockey-Bundesliga auf dem Eis stand. Dort begann er auch die Saison 1993/94, ehe er nach fünf Spielen zu seinem Stammverein HC Pardubice in die nach der Teilung der Tschechoslowakei erstmals ausgetragene tschechische Extraliga zurückkehrte. Am Saisonende spielte er zudem vier Mal für den HC Martigny in der Schweizer Nationalliga B sowie ein Mal für den EV Zug in der Nationalliga A. In der Saison 1994/95 kam er parallel zum Spielbetrieb mit Pardubice für die ESG Füchse Sachsen aus der neugegründeten Deutschen Eishockey Liga sowie erneut Martigny in der Schweizer NLB zum Einsatz.
Von 1995 bis 1997 spielte Lubina ausschließlich für den HC Pardubice in der Extraliga. Die folgenden beiden Jahre verbrachte er bei dessen Ligarivalen HC Železárny Třinec, ehe er weitere fünf Jahre lang für Pardubice auflief. Die Saison 2004/05 begann der ehemalige Nationalspieler ebenfalls in Pardubice, wechselte nach zehn absolvierten Spielen jedoch innerhalb der Extraliga zu seinem Ex-Klub HC Dukla Jihlava. Mit Jihlava stieg er am Saisonende in der Relegation gegen den HC České Budějovice in die zweite tschechische Spielklasse ab. Er selbst blieb jedoch in der Extraliga, in der er in der Saison 2005/06 für den HC Pardubice antrat, mit dem er auf europäischer Ebene am IIHF European Champions Cup teilnahm. Zuletzt spielte er in der Saison 2006/07 für den HC Chrudim in der drittklassigen 2. národní hokejová liga, ehe er seine aktive Karriere im Alter von 40 Jahren beendete.

### Als Trainer
Während seines letzten Jahres als Aktiver war Lubina bereits parallel Assistenztrainer in Chrudim. Dort blieb er bis Ende November 2007, ehe er in gleicher Funktion bis zum Ende der Saison 2007/08 zu seinem Stammverein HC Pardubice in die Extraliga zurückkehrte. Ab 2009 war er für den Extraliga-Teilnehmer HC Kometa Brno als Assistenztrainer tätig, ehe er im Januar 2011 für den Rest der Saison 2010/11 zum Cheftrainer aufstieg, nachdem der bisherige Trainer Vladimír Jeřábek sein Amt niederlegte. Zur Saison 2011/12 unterschrieb Lubina wieder einen Vertrag als Assistenztrainer des HC Pardubice unter seinem Landsmann Pavel Hynek, mit dem er auf Anhieb tschechischer Meister wurde. Im Januar 2013 wurde er aus dieser Position entlassen.
In der Saison 2013/14 war er zunächst Cheftrainer beim slowakischen MOL-Liga-Teilnehmer HK Nové Zámky, ehe er im Januar 2014 entlassen wurde. Zur Saison 2014/15 wurde Lubina zum Cheftrainer des HC Slavia Prag ernannt und Anfang Dezember 2014 aufgrund von Erfolglosigkeit entlassen. Ab Oktober 2015 war er Cheftrainer beim HK Ertis Pawlodar in Kasachstan, ehe er zur Saison 2017/18 erneut vom HC Nové Zámky verpflichtet wurde. Im Januar 2018 wurde er dort seines Postens enthoben und arbeitete anschließend als Berater und Trainer beim Viertligisten HC Dvur Kralove nad Labem. Ab Dezember 2018 war Lubina erneut Cheftrainer beim HC Pardubice, wor er den erfolglosen Břetislav Kopřiva ersetzte. Er starb Mitte September 2021 im Alter von 54 Jahren an den Folgen eines Hirntumors.

### International
Für die Tschechoslowakei nahm Lubina im Juniorenbereich an den U18-Junioren-Europameisterschaften 1984 und 1985 sowie den U20-Junioren-Weltmeisterschaften 1985, 1986 und 1987 teil. Bei der U18-EM 1984 gewann er mit seiner Mannschaft die Silber-, bei der U18-EM 1985 die Bronze- sowie bei den U20-Weltmeisterschaften 1985 und 1987 die Silbermedaille. Im Seniorenbereich stand er im Aufgebot seines Landes bei den Weltmeisterschaften 1990, 1991 und 1992 sowie bei den Olympischen Winterspielen 1992 in Albertville. Darüber hinaus spielte er 1987 für die Tschechoslowakei beim Canada Cup. Bei den Weltmeisterschaften 1990 und 1992 gewann er mit der Tschechoslowakei ebenso die Bronzemedaille wie bei den Olympischen Winterspielen 1992.
Für Tschechien nahm er an der Weltmeisterschaft 1998 teil, bei der er mit seiner Mannschaft die Bronzemedaille gewann. Zudem stand er 2004 im Aufgebot Tschechiens bei der Euro Hockey Tour.

## Erfolge und Auszeichnungen
- 1989 Tschechoslowakischer Meister mit TJ Tesla Pardubice
- 1991 Bester Torschütze der 1. Liga
- 1998 Tschechischer Vizemeister mit dem HC Železárny Třinec
- 2003 Tschechischer Vizemeister mit dem  HC Pardubice
- 2012 Tschechischer Meister mit dem HC Pardubice (als Assistenztrainer)

### International
- 1984 Silbermedaille bei der U18-Junioren-Europameisterschaft
- 1985 Silbermedaille bei der U20-Junioren-Weltmeisterschaft
- 1985 Bronzemedaille bei der U18-Junioren-Europameisterschaft
- 1987 Silbermedaille bei der U20-Junioren-Weltmeisterschaft
- 1990 Bronzemedaille bei der Weltmeisterschaft
- 1992 Bronzemedaille bei den Olympischen Winterspielen
- 1992 Bronzemedaille bei der Weltmeisterschaft
- 1998 Bronzemedaille bei der Weltmeisterschaft